# 湯家相
湯家相（？—？），字泰瞻，山西平陽府趙城縣人，清朝政治人物。

## 生平
順治六年（1649年）己丑科進士。順治八年（1651年）授江南常熟縣知縣，順治十三年（1656年）調湖廣南漳縣知縣，期間抵禦當地寇亂，有功。後因病辭職歸鄉。